# Sajczyce (Stańków)
Sajczyce – osada leśna wsi Stańków w Polsce, w województwie lubelskim, w powiecie chełmskim, w gminie Chełm.
Do 2023 miejscowość była samodzielną osadą leśną.
W latach 1975–1998 miejscowość administracyjnie należała do województwa chełmskiego.
Osada leśna Sajczyce posiada identyfikator SIMC 0101563. Do końca 2018 r. w gminie istniała druga osada leśna o nazwie Sajczyce, która posiadała identyfikator SIMC 0101570.